# Розенбергер, Давид Генрихович
Давид Генрихович Розенбергер — советский хозяйственный, государственный и политический деятель.

## Биография
Родился в 1896 году в селе Нидермонжу. Член ВКП(б).
С 1904 года — на хозяйственной, общественной и политической работе. В 1904—1938 гг. — в хозяйстве своего отца, член Нидермонжуйского сельсовета и одновременно председатель комитета бедноты, батрак у зажиточных хозяев, инструктор по партийной агитации при Мариентальском кантисполкоме, председатель кредитного товарищества в с. Нахой, секретарь Зельманского канткома ВКП(б), руководитель орготдела Палласовского канткома ВКП(б) АССР НП, работал в Ленинградском Немецком педагогическом техникуме, председатель рабочего комитета в совхозе № 103 Мариентальского кантона, председатель Фёдоровского, а затем Гнаденфлюрского кантисполкома, первый секретарь Гнаденфлюрского канткома ВКП(б), председатель ЦИК АССР Немцев Поволжья.
Избирался депутатом Верховного Совета СССР 1-го созыва.
Репрессирован.